# 约翰·保罗·琼斯
约翰·保罗·琼斯（英語：John Paul Jones，1747年7月6日—1792年7月18日），生於苏格兰，美国海军军官，军事家，曾參與美國獨立戰爭，是美國第一位成名的海軍英雄，被稱為合眾國海軍之父。

## 生平
1779年，在美国独立战争中，他曾袭击英国海岸并摧毁两艘军舰。华盛顿特区有他的雕像。
在美国海军称霸世界各大洋的今天，人们可能难以想象这支海军最初诞生时的窘境。1776年独立战争爆发前，美国还根本没有一支真正意义上的海军，私掠船在很长一段时间内成了主要的作战力量。美国把这种船只作为政府海军的非正式补充。对于船主和船员来说，从事私掠活动确实有利可图：“战利品之多，简直无法估计！”私掠船的战斗对北美独立战争胜利起了重要作用，著名的美国水手约翰·保罗·琼斯就是私掠船英雄业绩的集中代表。
有趣的是，享有美国民族英雄之誉的约翰·保罗·琼斯其实是个道地的苏格兰人。他是一个种植园工人的儿子，13岁就当了水手，很早就表现出过人的天赋，他本名约翰·保罗，1773年，保罗船上的部分水手因工资问题密谋造反，保罗狂怒之下用剑处死了兵变的主谋，结果被英国政府通缉，跑到美国后改姓琼斯。约翰·亚当斯认为他「精于谋略、严守秘密、抱负很高，但同时也是一个最富有野心、最会玩弄计谋的人！」也许从成就上讲，琼斯无法与纳尔逊或是东乡平八郎这样的海军统帅相提并论。在他海上生涯的顶峰，也只赢得过两次值得一提的胜利，那两次都是单舰之间的搏斗，但由于琼斯采取的战斗方式和这些战斗的残酷程度，它们从来都没有被遗忘，而且一直是人们津津乐道的话题。琼斯是一个传奇人物，他后来甚至被俄国女沙皇葉卡捷琳娜二世任命为海军少将，被公认为是一个富有魅力的人。
投身大陆海军后，琼斯先后在快速巡防艦“阿尔弗雷德”号和“普罗维登斯”号上服役，并获得了上尉军衔，由于表现出色，琼斯得到了大陆海军舰队司令伊塞克·霍普金斯的赏识。1777年7月14日，刚满21岁的琼斯被正式任命为排水量318.5吨的单桅船“遊騎兵”号的船长。也是那一天，国会决定以星条旗作为美国的国旗，“遊騎兵”号有幸成了第一艘悬挂这面旗帜的舰艇。琼斯的第一个任务是航行到法国，把萨拉托加战役胜利的消息带给美国驻法国大使－著名的科学家本杰明·富兰克林。然而令他失望的是，另一艘军舰在此之前已经将这一重要消息带到了法国。不过琼斯也得到了补偿，富兰克林允许他“按自己的判断，以符合战争法的方式最有力地打击美国的敌人！”
法王路易十六对琼斯也十分赏识，特拨2艘军舰归他指挥，这极大地满足了琼斯的虚荣心，他开始策划“从有利地位对敌人发动出乎意料的攻击！”对琼斯来说，如果想要约束住那些完全没有纪律的船员，就必须不断获得战利品。

## 失败的袭击和美国式的豪侠作风
1778年，琼斯决定效仿著名的美国私掠船长兰伯特·威克斯的办法，靠近英国海岸线航行以寻找攻击目标。2月14日，"遊騎兵"号在布列塔尼海岸与一支法国舰艇编队相遇，双方互鸣礼砲（法舰鸣9响，美舰鸣13响）表示敬意。
4月10日，琼斯率舰来到英国海岸附近，他很快就得到了一些战利品，俘获一艘二桅船和一艘三桅船，击沉一艘单桅船和一艘三桅纵帆式帆船，并且抓到了不少俘虏。琼斯还策划了两次对岸上目标的袭击，先是在英格兰北部的怀特哈文港，接着是苏格兰的圣·玛丽岛。值得注意的是，琼斯和他的船员对怀特哈文港的袭击采取了海盗惯用的方式。他们登陆后先是找到一家酒吧，喝了一个晚上的酒，然后他们中间的一个爱尔兰人到处敲门，对居民提出警告，琼斯则和另外一些船员纵火焚烧了港内停泊的渔船。但颇不凑巧的是，一场倾盆大雨熄灭了火焰。从军事角度而言，琼斯对怀特哈文港的袭击并不成功。后者只是一个不起眼的小渔港，既小又不能產生什么破坏作用，琼斯儿时在这里长大，对海港的航道十分熟悉，这也是他选择怀特哈文的原因之一。不过正如"遊騎兵"号上的军医所说："烧毁穷人的财产并不能获得什么！"另一方面，琼斯的海盗式袭击在政治上却产生了奇效，英国公众对皇家海军不能保护本国的港口感到吃惊，政府处境窘迫，海军则遭到舆论的抨击。
4月23日，琼斯又来到位于怀特哈文西北20公里处的苏格兰的圣·玛丽岛。这次琼斯企图绑架当地的一名贵族—塞尔扣克伯爵，以交换英军手中的美国战俘。但是他的计畫执行得并不好，伯爵根本不在家中，而他的妻子又是一个孕妇；其次他只是一个无名的贵族，英国政府很可能不会关心他的命运；最后也是最关键的一点，塞尔扣克伯爵是美国独立战争的支持者，曾经写文章颂扬过美国宪法的公正和自由。琼斯的船员卑鄙地偷窃了伯爵的银盘，以致于琼斯不得不用自己的钱将这些银盘赎回还给伯爵，并写信致歉。次日，"遊騎兵"号离开圣·马丽岛穿越爱尔兰北部的海峡时，与英国海军派来搜捕的装有20门砲的快速单桅船"德雷克"号遭遇。两艘船过去曾经相遇过，但没有发生战斗，这次虽然有来自贝尔法斯特湖的猛烈风暴，但两艘军舰仍进行了一个小时左右的残酷战斗。"德雷克"号的索具被打得粉碎，当英国舰长阵亡后，琼斯便赢得了胜利，他带着战利品和133名俘虏返回了法国。这次战役后，琼斯成了人们眼中的英雄。

## 十八世纪最艰苦的海战
很快，琼斯有了新的任务，这次他将指挥以好人理查號为旗舰的一支小舰队。“好人理查”号原名为“拉·杜·杜拉斯”号，为了对本杰明·富兰克林表示敬意才改为现名（富兰克林在有些文章中曾以“窮理查”作为笔名）。排水量900吨的“好人理查”号比琼斯指挥过的任何一艘船都要大，名义上装有42门火砲，但实际上部分火砲根本不能用。这艘船早年是东印度公司的一艘商船，曾经多次驶往清朝。它的380名船员中只有60多人是美国人，其余分属包括英国在内的8个国家，而且“好人理查”号虽然率领着一个有6艘船只的小编队，但其中2艘是私掠船，3艘是法国海军的船只，只有1艘是美国海军的舰艇，而且指挥这艘船的还是一个精神不太正常的法国人。
困难自然吓不住琼斯这样的人。在航行开始时，琼斯说出了他的名言："我打算走一条危险的道路！"（In Harms Way）事实证明，他的估计一点没错。舰队刚刚离开法国南部的洛里昂港，琼斯手下的船只就作鸟兽散了。2艘私掠船为了夺取战利品，自行去寻找目标了，两艘法国军舰一艘迷航，另一艘舵柄折断，指挥那艘美国军舰的法国人皮尔·兰第伊斯则致信琼斯，他将在"他认为恰当的地点和时间行动"，这意味着他将尽可能地远离琼斯。不久，舵柄折断的法国快速帆船"巴拉斯"号赶了上来，与小型海防舰“复仇者”号一起，陪伴琼斯的“好人理查”号向北航行。
在苏格兰西北角的雷斯角，兰第伊斯不受欢迎地露了一面，随即又消失在茫茫大海之中。琼斯的小舰队沿着苏格兰东海岸南下，经过英格兰东海岸，一直航行到设得兰群岛顶端靠近富拉以南处。这时，兰第伊斯再次露了面，显然他是由于没有更好的任务而不得不与舰队会合。1779年9月23日傍晚，琼斯的小舰队在斯卡巴勒附近的弗兰伯勒角遇到了一支由41艘帆船组成的运输船队，在两艘英国军舰"斯卡巴勒女伯爵"号和"塞拉比斯"号护航，由波罗的海驶来。虽然两艘英国军舰都是新型的快速战舰，但琼斯仍毫不犹豫地发动攻击，一场十八世纪最艰苦的海战由此拉开帷幕。
小型的“复仇者”号是一艘海防舰，因为太小，根本无法发挥作用，所以一直留在射程之外。战斗成为“好人理查”号与"塞拉比斯"号、"巴拉斯"号与"斯卡巴勒女伯爵"号的单舰冲突。琼斯最初的计畫是把英舰与运输编队分割开来，但指挥"塞拉比斯"号的英国上校理查德·皮尔逊挫败了他的计谋。"巴拉斯"号的力量大大压倒了只装有20门火砲的"斯卡巴勒女伯爵"号，很快把对手俘虏。于是胜负就由琼斯和皮尔逊的较量来决定了。
战斗从太阳落山时开始，两舰并列行驶，用舷侧砲进行互射。"塞拉比斯"号有44门火砲，而且状况良好，因而佔了很大优势。双方都希望赶在对方前面，或落在后面，以便在对方无法射击的情况下，猛轰其甲板。第一次齐射过后，“好人理查”号就有两门18磅砲炸裂，上甲板被炸开一个大洞，船身倾向一边。琼斯知道砲战自己敌不过对手，于是企图展开接舷战。有一次，琼斯为了要登上"塞拉比斯"号，曾驶至后者船尾，但在企图接舷时被对方砲火逐退。由旧商船改装的“好人理查”号行动笨拙，在转向时正好碰上"塞拉比斯"号越过“好人理查”号的船首，两舰的索具缠在一起。这个位置对琼斯来说十分糟糕，他的所有大砲都无法瞄准，皮尔逊发现自己处于非常有利的位置，他得意地向琼斯喊道："你的船搁浅了吗？"琼斯则响亮地回答："我还没有开始战斗呢？"这句话后来成了美国人民永远传颂的名言。由此开始，战斗成了一场传奇。
借助风力的帮助，“好人理查”号摆脱了不利的处境，又开始用舷砲互射。战斗的场景十分壮观，当月亮在平静的海面上升起时，岸上的观战者看到“好人理查”号企图绕过对方的舰首，"塞拉比斯"号由于太过惊慌，其舰首撞上了“好人理查”号尾部的舵楼甲板，被那里凌乱不堪的后桅帆索死死缠住。两舰纠缠在一起，为了把对方拴牢，琼斯跳下舰桥，亲手抓住英舰的前支索，把两舰进一步绑在一起，朝着不同的方向漂流。在以后的两个小时里，“好人理查”号与"塞拉比斯"号几乎是砲口对着砲口进行射击，琼斯的18磅砲已经不能发射，12磅砲也哑了火，剩下来的是3门9磅砲。但从“好人理查”号的战斗桅楼上，步枪手和狙击手使"塞拉比斯"号的船员无法在甲板上活动。皮尔逊的希望是两舰能够摆脱纠缠，以便发挥全部砲火的威力，琼斯则寄希望于双方能够缠的时间更长一些，他不可能指望兰第伊斯的帮助。整个战斗期间，那个疯狂的法国人都在座壁上观，在互相扭成一团的两艘军舰旁边游荡，并向“好人理查”号而不是"塞拉比斯"号进行了三次偏舷齐射。
琼斯的船只四处起火，舱内积了2米深的海水，但皮尔逊的情况也好不了多少，"塞拉比斯"号也起了火。两舰的砲手大多已丧生。"塞拉比斯"号由于缺乏砲手，运来的弹药都打不出去，越积越多，扔得到处都是。大约22时左右，一名美国水兵掷出的手榴弹在"塞拉比斯"号的一堆弹药中间爆炸，当场炸死20多人，并引起剧烈的爆炸。与此同时，琼斯抓住机会，借着月亮的微光，用9磅砲发射双用途砲弹，猛轰"塞拉比斯"号的主桅。大约22时30分，当"塞拉比斯"号的主桅被炸成碎片时，皮尔逊的精神也垮了。
皮尔逊曾把"塞拉比斯"号的舰旗挂在桅杆上，现在他亲手把他扯了下来，作为投降的标志。当大砲不再发射，双方的船员控制住火势后，皮尔逊被引至“好人理查”号，举行投降仪式，当他在被介绍給琼斯时，"塞拉比斯"号的主桅倒了下来。两位指挥官却顾不上这令人悲惨的一幕，有些惺惺相惜的举杯致意。事实上，“好人理查”号的状况还要糟糕，琼斯迅速把指挥部和舰旗转移到"塞拉比斯"号上，在此后的时间里，船员们尽力抢救这艘船，但正如琼斯所说："不可能阻止一艘好船的沉没，我们在21时以前一直没有弃舰，水漫上了甲板，22时过后不久，我以一种无法表达的悲痛情绪，最后瞧了一眼好人理查号。"

## 平凡的英雄
表面上看来，琼斯的胜利有一些运气的成分，但这并不损害他的声誉，因为胜利总是与运气有关的。何况，绝大多数舰长总是要向优势的敌人投降的。琼斯则不是这样，他以一种在劣势情况下坚持战斗的意志和毫不动摇的决心证明了自己。"我还没有开始战斗呢！"这句话成为激励后人的一句名言。
弗兰伯勒角的胜利使琼斯的声誉达到顶峰。为表彰他功绩，法王路易十六颁发给他军功勋章和金柄宝剑。获得胜利时，琼斯只有32岁，在以后的13年里，琼斯的事业陷入了衰退。他曾接手建造装有74门砲的美国最大军舰「美国」号，但此舰建成后却送给法国賠償「華麗」號的損失。后来，琼斯还在法国和俄国海军中谋得了职位，但是他那天性的无法容人的性格却注定了他的失败，他在俄国甚至被控犯有强奸罪（最后证明是子虚乌有），丢脸地离开俄國。1792年7月18日，在他45岁那年，琼斯死于巴黎，原因是黄疸病和肾炎，在他死后几天，乔治·华盛顿总统任命他为美国驻阿尔及尔总领事的委任状也到了。1905年，约翰·保罗·琼斯的遗体被运回美国。
琼斯的一生短暂而辉煌，虽然大多数时候充满了失意与挫折，但他的勇猛作风和战斗精神始终为后人所推崇，琼斯的传世名言"In Harms Way"成了美国海军永远的座右铭。为了表达对英雄的敬意，到1990年代，美国海军已有4艘军舰以他的名字命名。